# Szombathelyi Haladás
Szombathelyi Swietelsky-Haladás – węgierski klub piłkarski, z siedzibą w Szombathely. Obecnie występuje w węgierskiej Nemzeti Bajnokság II. "Haladás" oznacza po węgiersku "Postęp".

## Historia

### Chronologia nazw
- 1919: Szombathelyi MÁV Haladás Sport Egyesület (SE)
- 1926: Szombathelyi MÁV Haladás Sport Club (SC)
- 1936: Szombathelyi Haladás Vasutas Sportegyesület (VSE)
- 1948: Szombathelyi Lokomotív Sport Kör - przyłączenie Szombathelyi Vasutas Szakszervezeti SE
- 1954: Szombathelyi Törekvés
- 1956: Szombathelyi Haladás VSE
- 1995: Haladás VFC
- 1997: Haladás-Milos
- 2000: Haladás FC
- 2001: s.Oliver-Haladás
- 2002: Lombard FC Haladás - przejęcie licencji klubu Lombard FC Tatabánya
- 2004: Szombathelyi Haladás - reaktywacja klubu po oddaniu licencji do Lombard Pápa Termál FC
- 2011: Haladás-Sopron Bank
- 2012: Szombathelyi Haladás
- 2015: Swietelsky-Haladás

### Powstanie
Zespół powstał w 1919 r. Był jednym z lepszych zespołów w regionie. Po powstaniu profesjonalnej ligi, drużyna walczyła o awans do niej. Udało się to w sezonie 1936. Rozgrywki 1936/37 zespół zakończył na 12 miejscu, przez co spadł do niższej ligi. Jak się okazało, powrót na szczyt nastąpił dość szybko i w sezonie 1939/40 Haladás zdołał się utrzymać w elicie. Jednak kolejne lata to balansowanie między 1 a 2 ligą.

### Okres powojenny
Od zakończenia wojny Hali zadomowili się na dłużej w ekstraklasie. Zajmowali przeważnie miejsca w środku tabeli. Kolej stała się sponsorem zespołu. Lata 60. to znów raz 1, raz 2 liga. W latach 70. zespół grał raczej w ekstraklasie, a w sezonie 1976/77 zanotował jak dotąd najwyższe miejsce w swej historii – piąte. W sezonie 1974/75 Haladás dochodzi do finału krajowego Pucharu, w którym przegrał 2:3 z Ujpestem, najlepszą węgierską drużyną ówczesnych lat.

### Czasy od lat 90.
Po 1989 r. Hali grali w swoim stylu, pomiędzy 1 a 2 ligą. Jako drugoligowiec w sezonie 1992/93 doszli do finału Pucharu Węgier. Tym razem dwukrotnie zremisowali w nim z Ferencvárosem, lecz ulegli w rzutach karnych. W 1995 r. zespół wrócił do ekstraklasy, z której spadł w 2002 r. W tym też roku trzeci już raz Hali docierają do finału Pucharu, i znów przegrywają do zaciętej grze. Újpest po dogrywce zwyciężył 2:1. Jak dotąd ostatnim sezonem w elicie był 2003/04, w którym Haladás się utrzymał, jednak na skutek fuzji z Papa oddał jemu miejsce w ekstraklasie, sam przeniósł się do NB II. Mimo że w sezonie 2006/07 był najlepszy w swojej grupie, nie osiągnął awansu z powodu odjęcia 8 punktów za wystawianie nieuprawnionych do gry zawodników. Jednak w następnym sezonie "Hali" pewnie wygrali już swą gr. zachodnią i awansowali do ekstraklasy.

## Sukcesy
- Nemzeti Bajnokság I
  - 3. miejsce (1): 2008/2009
- Puchar Węgier
  - finał (3): 1975, 1993, 2002

## Europejskie puchary
Legenda do wszystkich tabel:
- Q – runda eliminacyjna, 1/16, 1/8, 1/4, 1/2 – odpowiednia faza rozgrywek, Grupa – runda grupowa, 1r gr – pierwsza runda grupowa, 2r gr – druga runda grupowa, F – finał, R – runda, PO – play-off
- k. – rzuty karne, los. – losowanie, Dogr. – dogrywka, w. – zasada bramek strzelonych na wyjeździe

| Sezon   | Rozgrywki                 | Runda | Klub            | Dom | Wyjazd | Ogólnie |
| ------- | ------------------------- | ----- | --------------- | --- | ------ | ------- |
| 1975/76 | Puchar Zdobywców Pucharów | 1R    | Valletta FC     | 7–0 | 1–1    | 8–1     |
| 1975/76 | Puchar Zdobywców Pucharów | 2R    | Sturm Graz      | 1–1 | 0–2    | 1–3     |
| 2009/10 | Liga Europy               | 1Q    | Irtysz Pawłodar | 1–0 | 1–2    | 2–2, w. |
| 2009/10 | Liga Europy               | 2Q    | IF Elfsborg     | 0–0 | 0–3    | 0–3     |

## Skład na sezon 2017/2018
| Nr | Poz. | Piłkarz           |
| -- | ---- | ----------------- |
| 1  | BR   | Gábor Király      |
| 6  | OB   | Stef Wils         |
| 7  | NA   | Patrik Pinte      |
| 8  | NA   | Funsho Bamgboye   |
| 9  | NA   | Miroslav Grumić   |
| 10 | NA   | Karol Mészáros    |
| 11 | NA   | David Williams    |
| 12 | PO   | Bence Kiss        |
| 13 | OB   | Kristóf Polgár    |
| 14 | NA   | Zoltán Medgyes    |
| 16 | PO   | Barnabás Rácz     |
| 19 | NA   | Michael Rabušic   |
| 21 | NA   | Tamás Kiss        |
| 23 | OB   | Szabolcs Schimmer |

| Nr | Poz. | Piłkarz                                 |
| -- | ---- | --------------------------------------- |
| 26 | OB   | Márk Jagodics                           |
| 27 | PO   | Lóránt Kovács                           |
| 29 | OB   | Milán Németh                            |
| 31 | PO   | Márió Németh                            |
| 32 | OB   | Kristián Kolčák                         |
| 35 | OB   | Predrag Bošnjak                         |
| 42 | BR   | Gergely Lévay                           |
| 44 | BR   | Márton Gyurján                          |
| 66 | BR   | Dániel Rózsa                            |
| 70 | OB   | András Jancsó                           |
| 79 | PO   | Péter Halmosi (kapian)                  |
| 80 | PO   | Balázs Petró                            |
| 92 | NA   | Myke Ramos (wypożyczony z MTK Budapest) |
| 98 | PO   | Máté Tóth                               |